# Marina Kupcova
Marina Genadjevna Kupcova (rusko Марина Геннадьевна Купцова), ruska atletinja, * 22. december 1981, Moskva, Sovjetska zveza. 
Nastopila je na poletnih olimpijskih igrah leta 2000 in dosegla šestindvajseto mesto v skoku v višino. Na svetovnih prvenstvih je osvojila srebrno medaljo leta 2003, kot tudi na evropskih prvenstvih leta 2002, na evropskih dvoranskih prvenstvih pa naslov prvakinje istega leta. 